# Marty Flichel
Marty Flichel (Kanada, Saskatchewan, Gravelbourg, 1976. március 6. –) kanadai jégkorongozó.

## Karrier
Komolyabb junior karrierjét a WHL-es Tacoma Rocketsben kezdte 1992–1993-ban. Ebben a csapatban 1995-ig játszott. Ezután a csapat elköltözött és Kelowna Rockets néven létezik. Itt egy évet játszott. Az utolsó szezonban 69 mérkőzésen 79 asszisztot adott és 107 pontot szerzett. Az 1994-es NHL-drafton a Dallas Stars választotta ki a kilencedik kör 228. helyén. A National Hockey League-ben sosem játszott. A junior kor után az ECHL-es Dayton Bombersbe került. 1996–1999 között az IHL-es Michigan K-Wingsben szerepelt. 1999–2001 között az európai brit ligában játszott. 2001–2002-ben a WCHL-es Tacoma Sabercatsben volt kerettag. A következő idényt ugyanebben a ligában, csak a Idaho Steelheadsben töltötte. 2003–2004-ben az UHL-es Kalamazoo Wings játszott. 2004 és 2012 között az ECHL-es Idaho Steelheadsben játszott. Legjobb idényében (2006–2007) 87 pontot szerzett. 2007-ben bejutottak a Kelly-kupa döntőjébe és a Dayton Bombers legyőzésével bajnokok lettek.

## Díjai
- ECHL Az évtízed csapata: 2000–2010
- Kelly-kupa: 2007
- ECHL Első All-Star Csapat: 2007